# Kabaret PoMimochodem
Kabaret PoMimochodem powstał w Lublinie 15 kwietnia 2004 roku z inicjatywy studentów kierunku Animator i Menedżer Kultury UMCS.

## Skład
- Urszula Bylica – głowa kabaretu
- Piotr Szalak- struna głosowa i móżdżek kabaretu
- Marcin Snuzik – istota eksperymentalna kabaretu
- Bartosz Dąbrowski – prawa ręka kabaretu
- Łukasz Tymoszuk – ucho i oko kabaretu
- Waldemar Bylica – plastyczna dłoń kabaretowa

## Nagrody
- 2010
  - II nagroda – Ogólnopolski Przegląd Kabaretowy "Figa z Makiem™" w Radomiu
- 2009
  - II nagroda – I Piskie Ogólnopolskie Wieczory Kabaretowe
- 2007
  - III nagroda za skecze "Losowanie" oraz "Wodecki" na III Ogólnopolskim Festiwalu Skeczu i Małych Form Teatralnych w Warszawie
- 2006
  - I nagroda na Pierwszym Turnieju Artystów Kabaretowych w Kielcach
  - II nagroda za skecze "Koncert Życzeń" oraz "Niktowiatrak" na II Ogólnopolskim Festiwalu Skeczu i Małych Form Teatralnych w Warszawie
  - III nagroda – VI Siedlecka Noc Kabaretowa
- 2005
  - Czarna Cegła za najczarniejszy humor w Piosence Debilnej w ramach Kabaretowego Międzynarodowego Festiwalu" WROCEK we Wrocławiu
  - II nagroda – V Siedlecka Noc Kabaretowa
  - Nagroda główna prezydenta miasta Poznań w eliminacjach – "Zostań Gwiazdą Kabaretu" w Poznaniu
  - Wyróżnienie na I Ogólnopolskim Festiwalu Skeczu i Małych Form Teatralnych w Warszawie
  - Nagroda jury za skecz "Jajko" – Potyczki Kabaretowe w Kawiarni Artystycznej Hades